# Information Systems Audit and Control Association

Logotipo oficial da ISACA, organização internacional de governança e gestão de TI.

ISACA é o acrônimo para Information Systems Audit and Control Association (Associação de Auditoria e Controle de Sistemas de Informação), uma associação internacional que suporta e patrocina o desenvolvimento de metodologias e certificações para o desempenho das atividades de auditoria e controle em sistemas de informação. 

## História
A ISACA foi fundada em 1967, quando um grupo de profissionais com funções específicas de auditoria em sistemas de computador perceberam a necessidade de centralizar a fonte de informação e metodologia para área de atuação. Foi em 1969 que o grupo formalizou a associação, incorporada inicialmente como EDP Auditors Association. Em 1976 o nome foi consolidado para como é conhecido atualmente, incluindo o estabelecimento da primeira certificação profissional de Auditoria de sistemas de informação, o CISA.
Hoje, os membros da ISACA são mais de 86.000 em todo o mundo, caracterizam-se pela sua diversidade. Vivem e trabalham em mais de 160 países, atuando numa  variedade de posições profissionais relacionadas com as TI – para mencionar apenas algumas: auditoria de sistemas de informação, consultores, educadores, profissionais de segurança da informação, reguladores, diretores de TI (CIOs) e auditores internos. Alguns são novos na área, outros estão em níveis de gestão e outros em posições de maior senioridade. Esses profissionais trabalham em praticamente todas as áreas de negócio, incluindo setor financeiro e bancário, contabilidade pública, governo e empresas do setor público, utilitários e manufaturas. Essa diversidade permite aos membros aprender uns com os outros e trocar pontos de vista diferenciados numa variedade de tópicos, considerado uma das maiores forças da ISACA.
Uma outra força do ISACA é a sua rede de capítulos locais. A ISACA tem mais de 185 capítulos estabelecidos em mais de 75 países em redor do mundo e esses capítulos proporcionam aos seus membros formação, partilha de recursos, apoio e networking profissional e outros benefícios ao nível local.
Desde a sua criação, o ISACA tem-se tornado numa organização global de profissionais de governação de TI, controle, segurança e auditoria. Os padrões de auditoria de sistemas e controles são seguidos por profissionais no mundo todo, e as suas pesquisas destacam as questões profissionais que desafiam seus constituintes.

## Fatos sobre a ISACA
- São os custodiantes do framework COBIT;
- São os criadores do ITGI (IT Governance Institute);
- Desenvolveram quatro certificações profissionais reconhecidas no mercado:
  - CISA - Certified Information Systems Auditor;
  - CISM - Certified Information Security Manager;
  - CGEIT - Certified in the Governance of Enterprise IT;
  - CRISC - Certified in Risk and Information Systems Control.

## Sobre as Certificações
- CISA (Certified Information Systems Auditor) é reconhecida globalmente e foi obtida por mais de 75.000 profissionais desde sua criação.
- CISM (Certified Information Security Manager) tem como publico alvo gestores de segurança de informação e já foi obtida por mais de 13.000 profissionais.
- CGEIT (Certified in the Governance of Enterprise IT) promove os profissionais que desejam ser reconhecidos pela sua experiência e conhecimento relacionados à governação de TI e já foi obtida por mais de 4.000 profissionais.
- CRISC(Certified in Risk and Information Systems Control) destina-se aos profissionais de TI que identificam e administram riscos por meio do desenvolvimento, implementação e manutenção de controles de sistemas de informação.

## Artigos e Podcasts sobre a ISACA e suas Certificações
1. SegInfoCast #7 – Podcast sobre a Certificação CISM – Certified Information Security Manager – ISACA
2. SegInfocast #4 – Podcast sobre Certificações na área de Segurança da Informação
3. Artigo: Principais Certificações na área de Segurança da Informação – Segurança de Redes, Forense Computacional, Segurança no Desenvolvimento de Software, Gestão e Auditoria
4. Artigo: Trilhas de certificação em Segurança da Informação – Qual caminho seguir?